# Listă de filme britanice din 1923
Aceasta este o listă de filme britanice din 1923:

## Lista
| Titlu                             | Regizor                         | Distribuție                             | Gen           | Note                                                               |
| --------------------------------- | ------------------------------- | --------------------------------------- | ------------- | ------------------------------------------------------------------ |
| Afterglow                         | Walter Summers, G. B. Samuelson | Lillian Hall-Davis, James Lindsay       | Drama         |                                                                    |
| Always Tell Your Wife             | Hugh Croise                     | Seymour Hicks, Gertrude McCoy           | Comedy        | Alfred Hitchcock did some uncredited directing on this short film. |
| The Audacious Mr. Squire          | Edwin Greenwood                 | Jack Buchanan, Valia                    | Comedy        |                                                                    |
| Beautiful Kitty                   | Walter West                     | Violet Hopson, James Knight             | Sport         |                                                                    |
| Becket                            | George Ridgwell                 | Frank R. Benson, A. V. Bramble          | Historical    |                                                                    |
| The Beloved Vagabond              | Fred LeRoy Granville            | Carlyle Blackwell, Madge Stuart         | Romance       |                                                                    |
| The Blue Lagoon                   | W. Bowden, Dick Cruickshanks    | Molly Adair, Val Chard                  | Drama         |                                                                    |
| Boden's Boy                       | Henry Edwards                   | Henry Edwards, Chrissie White           | Romance       |                                                                    |
| Bonnie Prince Charlie             | Charles Calvert                 | Gladys Cooper, Ivor Novello             | Historical    |                                                                    |
| Castles in the Air                | Fred Paul                       | Lillian Hall-Davis, Nelson Keys         | Drama         |                                                                    |
| Chu-Chin-Chow                     | Herbert Wilcox                  | Betty Blythe, Herbert Langley           | Adventure     |                                                                    |
| Comin' Thro the Rye               | Cecil Hepworth                  | Alma Taylor, Shayle Gardner             | Romance       |                                                                    |
| A Couple of Down and Outs         | Walter Summers                  | Edna Best, Rex Davis                    | Drama         |                                                                    |
| Don Quixote                       | Maurice Elvey                   | Jerrold Robertshaw, George Robey        | Comedy        |                                                                    |
| The Fair Maid of Perth            | Edwin Greenwood                 | Russell Thorndike, Lionel d'Aragon      | Adventure     |                                                                    |
| Finished                          | George A. Cooper                | Jerrold Robertshaw, Eileen Magrath      | Romance       |                                                                    |
| Fires of Fate                     | Tom Terriss                     | Wanda Hawley, Nigel Barrie              | Action        | Co-production with the US                                          |
| A Gamble with Hearts              | Edwin J. Collins                | Milton Rosmer, Madge Stuart             | Drama         |                                                                    |
| God's Prodigal                    | Edward José, Bert Wynne         | Gerald Ames, Flora le Breton            | Crime         |                                                                    |
| Guy Fawkes                        | Maurice Elvey                   | Matheson Lang, Nina Vanna               | Historical    |                                                                    |
| The Harbour Lights                | Tom Terriss                     | Tom Moore, Isobel Elsom                 | Drama         |                                                                    |
| Heartstrings                      | Edwin Greenwood                 | Gertrude McCoy, Victor McLaglen         | Romance       | [ 1 ]                                                              |
| Hornet's Nest                     | Walter West                     | Florence Turner, Fred E. Wright         | Drama         | [ 2 ]                                                              |
| The Hotel Mouse                   | Fred Paul                       | Lillian Hall-Davis, Warwick Ward        | Crime         |                                                                    |
| Hutch Stirs 'em Up                | Frank Hall Crane                | Charles Hutchison, Joan Barry           | Action        |                                                                    |
| The Hypocrites                    | Charles Giblyn                  | Wyndham Standing, Mary Odette           | Drama         |                                                                    |
| I Pagliacci                       | G. B. Samuelson                 | Adelqui Migliar, Lillian Hall-Davis     | Drama         |                                                                    |
| I Will Repay                      | Henry Kolker                    | Holmes Herbert, Flora le Breton         | Action        |                                                                    |
| In the Blood                      | Walter West                     | Victor McLaglen, Lilian Douglas         | Adventure     |                                                                    |
| The Indian Love Lyrics            | Sinclair Hill                   | Catherine Calvert, Owen Nares           | Romance       |                                                                    |
| The Knockout                      | Alexander Butler                | Lillian Hall-Davis, Rex Davis           | Sports        |                                                                    |
| The Lady Owner                    | Walter West                     | Violet Hopson, James Knight             | Sport         |                                                                    |
| Lights of London                  | Charles Calvert                 | Wanda Hawley, Nigel Barrie              | Crime         |                                                                    |
| The Lion's Mouse                  | Oscar Apfel                     | Wyndham Standing, Mary Odette           | Crime         |                                                                    |
| The Little Door Into the World    | George Dewhurst                 | Lawford Davidson, Olaf Hytten           | Drama         |                                                                    |
| Little Miss Nobody                | Wilfred Noy                     | Flora le Breton, John Stuart            | Comedy        |                                                                    |
| Love, Life and Laughter           | George Pearson                  | Betty Balfour, Harry Jonas, Nancy Price | Romance/drama |                                                                    |
| The Loves of Mary, Queen of Scots | Denison Clift                   | Fay Compton, Gerald Ames                | Historical    |                                                                    |
| The Man Without Desire            | Adrian Brunel                   | Ivor Novello, Nina Vanna                | Fantasy drama |                                                                    |
| Married Love                      | Alexander Butler                | Lillian Hall-Davis, Rex Davis           | Drama         |                                                                    |
| Men Who Forget                    | Reuben Gillmer                  | James Knight, Marjorie Villers          | Drama         | [ 3 ]                                                              |
| Mist in the Valley                | Cecil Hepworth                  | Alma Taylor, G. H. Mulcaster            | Crime         |                                                                    |
| M'Lord of the White Road          | Arthur Rooke                    | Victor McLaglen, Marjorie Hume          | Adventure     |                                                                    |
| The Monkey's Paw                  | Manning Haynes                  | Moore Marriott, Marie Ault              | Horror        |                                                                    |
| The Naked Man                     | Henry Edwards                   | Chrissie White, James Carew             | Comedy        |                                                                    |
| One Arabian Night                 | Sinclair Hill                   | Lionelle Howard, George Robey           | Comedy        |                                                                    |
| Out to Win                        | Denison Clift                   | Catherine Calvert, Clive Brook          | Drama         |                                                                    |
| Paddy the Next Best Thing         | Graham Cutts                    | Mae Marsh, Darby Foster                 | Comedy        |                                                                    |
| The Passionate Friends            | Maurice Elvey                   | Milton Rosmer, Fred Raynham             | Romance       |                                                                    |
| The Pipes of Pan                  | Cecil Hepworth                  | Alma Taylor, G. H. Mulcaster            | Romance       | [ 4 ]                                                              |
| The Prodigal Son                  | A. E. Coleby                    | Stewart Rome, Henry Victor              | Drama         |                                                                    |
| The Rest Cure                     | A. E. Coleby                    | George Robey, Sydney Fairbrother        | Comedy        |                                                                    |
| The Reverse of the Medal          | George A. Cooper                | Clive Brooks, John Stuart               | War           |                                                                    |
| The Right to Strike               | Fred Paul                       | Lillian Hall-Davis, Campbell Gullan     | Drama         |                                                                    |
| Rogues of the Turf                | Wilfred Noy                     | Fred Groves, Olive Sloane               | Sport         |                                                                    |
| The Romany                        | F. Martin Thornton              | Victor McLaglen, Irene Norman           | Adventure     |                                                                    |
| The Royal Oak                     | Maurice Elvey                   | Betty Compson, Henry Ainley             | Historical    |                                                                    |
| St. Elmo                          | Rex Wilson                      | Shayle Gardner, Gabrielle Gilroy        | Drama         |                                                                    |
| The Scandal                       | Arthur Rooke                    | Henry Victor, Edward O'Neill            | Crime         |                                                                    |
| The School for Scandal            | Bertram Phillips                | Queenie Thomas, Frank Stanmore          | Comedy        |                                                                    |
| The Shadow of the Mosque          | Walter R. Hall                  | Lys Andersen, Stewart Rome Dora Bergner | Adventure     | Co-production with Germany                                         |
| Should a Doctor Tell?             | Alexander Butler                | Lillian Hall-Davis, Henry Vibart        | Drama         |                                                                    |
| The Sign of Four                  | Maurice Elvey                   | Eille Norwood, Isobel Elsom             | Mystery       |                                                                    |
| Squibs M.P.                       | George Pearson                  | Betty Balfour, Hugh E. Wright           | Comedy        | [ 5 ]                                                              |
| Squibs' Honeymoon                 | George Pearson                  | Betty Balfour, Hugh E. Wright           | Comedy        |                                                                    |
| The Starlit Garden                | Guy Newall                      | Guy Newall, Ivy Duke                    | Romantic      |                                                                    |
| Strangling Threads                | Cecil Hepworth                  | Alma Taylor, Campbell Gullan            | Drama         |                                                                    |
| The Temptation of Carlton Earle   | Wilfred Noy                     | C. Aubrey Smith, James Lindsay          | Crime         |                                                                    |
| This Freedom                      | Denison Clift                   | Fay Compton, Clive Brook                | Drama         |                                                                    |
| Three to One Against              | George A. Cooper                | Florence Wood, Judd Green               | Drama         |                                                                    |
| Through Fire and Water            | Thomas Bentley                  | Clive Brook, Flora le Breton            | Adventure     |                                                                    |
| Tut-Tut and His Terrible Tomb     | Bertram Phillips                | Frank Stanmore, Queenie Thomas          | Comedy        |                                                                    |
| The Uninvited Guest               | George Dewhurst                 | Stewart Rome, Madge Stuart              | Drama         |                                                                    |
| The Virgin Queen                  | J. Stuart Blackton              | Diana Manners, Carlyle Blackwell        | Historical    |                                                                    |
| The Wandering Jew                 | Maurice Elvey                   | Matheson Lang, Hutin Britton            | Fantasy       |                                                                    |
| What Price Loving Cup?            | Walter West                     | Violet Hopson, James Knight             | Sport         |                                                                    |
| The White Shadow                  | Graham Cutts                    | Betty Compson, Clive Brook              | Drama         |                                                                    |
| Woman to Woman                    | Graham Cutts, Alfred Hitchcock  | Clive Brook, Betty Compson              | Drama         |                                                                    |
| The Woman Who Obeyed              | Sidney Morgan                   | Hilda Bayley, Stewart Rome              | Romance       |                                                                    |
| Young Lochinvar                   | W. P. Kellino                   | Owen Nares, Gladys Jennings             | Historical    |                                                                    |